# 腕捻り
腕捻り（かいなひねり）は、相撲の日本相撲協会制定決まり手八十二手、捻り手の一つである。相手の片腕を両腕で抱え、一本背負いのように担がず、その抱えた腕の方から相手を捻り倒す技。とったりとは体を開く方向が逆である。神道六合流柔術では肩落（かたおとし）、肩車（かたぐるま）と呼んでいる。
1998年初場所10日目、横綱貴乃花が湊富士にこの技で敗れ、湊富士への初金星を与えた。その後貴乃花は高熱による体調不良もあってこの日からさらに2連敗し、横綱になってからは自身初の3連敗を記録。その後入院となり13日目から途中休場した。
有名な使い手は、元十両の古市、北勝国、幕内では元関脇若見山・栃赤城や、元前頭光法などである。幕内の土俵では、2016年3月場所6日目に里山が德勝龍に対して、2019年7月場所6日目に炎鵬が矢後に対して、直近では、2021年7月場所3日目に照ノ富士が隆の勝に対して決めている。2018年5月場所で荒鷲が碧山と対戦し、最初は腕捻りだったが、決まり手は小手捻りだった。
神道六合流柔術では「肩車」とも呼んでいるが講道館や国際柔道連盟の肩車とは異なった技である。
1884年の書籍『今古実録 相撲大全』や1918年の書籍『最近相撲図解』ではとったりを「腕捻」と呼んでいる。